# Alexander Fedenko
Alexander Fedenko, également orthographié Oleksandr Fedenko, en ukrainien Олександр Феденко (né le 20 décembre 1970 à Kiev) est un coureur cycliste ukrainien. Spécialiste de la poursuite par équipes, il a été deux fois champion du monde de cette discipline, en 1997 et 2001, et médaillé d'argent aux Jeux olympiques de 2000.

## Palmarès sur piste

### Jeux olympiques
- Sydney 2000
  -  Médaillé d'argent de la poursuite par équipes
  - 9e de l'américaine

### Championnats du monde
- Perth 1997
  -  Médaillé d'argent de la poursuite par équipes
- Bordeaux 1998
  -  Champion du monde de poursuite par équipes (avec Alexander Simonenko, Sergiy Matveyev et Ruslan Pidgornyy)
- Anvers 2001
  -  Champion du monde de poursuite par équipes (avec Alexander Simonenko, Sergeï Tscherniowsky et Lyubomyr Polatayko)

### Coupe du monde
- 1997
  - 1er de la poursuite par équipes à Quatro Sant'Elana
- 1998
  - 2e de la poursuite par équipes à Berlin
- 1999
  - 1er de la poursuite par équipes à Fiorenzuola d'Arda
  - 2e de la poursuite par équipes à Valence
- 2000
  - 2e de la poursuite par équipes à Turin
- 2001
  - 3e de la course aux points à Pordenone

## Palmarès sur route
- 1995
  - Tour de Serbie
- 1996
  - 2e étape du Tour de Beauce
  - 2e du Giro del Belvedere
- 1997
  - 3e étape de la Semaine bergamasque
  -  Médaillé d'argent du championnat du monde sur route des militaires
- 1998
  - Trophée Adolfo Leoni
- 1999
  -  Champion d'Ukraine sur route
- 2000
  - 2e du championnat d'Ukraine du contre-la-montre
- 2001
  - 3e du GP Istria 4